# روته زورا
روته زورا (به آلمانی: Rote Zora) یک سازمان فمینیستی و چپ‌گرا بود که درمیان سال‌های ۱۹۷۴ تا ۱۹۹۶ در آلمان غربی فعالیت می‌کرد. این گروه یک سری بمب‌گذاری و آتش‌افروزی علیه دشمنان ایدئولوژیک خود از جمله افراد و سازمان‌هایی که تصور می‌شد با تبعیض جنسیتی، بردگی جنسی، مهندسی ژنتیک، مردسالاری، حمایت از انرژی اتمی و جنبش‌های ضد سقط جنین در ارتباط هستند، انجام داده بود. روته زورا به ویژه با قانون جدید مجازات سقط جنین مخالفت کردند و آن را با عنوان «بند تروریسم» یاد می‌کردند. با اینکه این سازمان هیچگاه به‌طور رسمی منحل نشد اما از سال ۱۹۹۶ تاکنون هیچ‌گونه فعالیتی نداشته‌است.

نشان‌وارهٔ سازمان روته زورا

## تاریخچه
روته زورا در سال ۱۹۷۳ به عنوان بازوی مستقل فمینیستیِ سازمان تروریستی سلول‌های انقلابی فعالیت خود را آغاز کرد. این سازمان نام خود را با الهام از قهرمان کتاب داستانی نوشتهٔ کرت هلد گرفته بود. قهرمان این داستان دختری کراواتی و مو قرمز به نام روته زورا بود که رهبری گروهی از یتیمان را برعهده داشت و به دنبال رفع بی‌عدالتی بود.

### عملیات‌ها
تاپیش از سال ۱۹۷۴، روته زورا با عنوان
«زنان سلول‌های انقلابی» کار می‌کرد و حتی حملاتی نیز در ۱۹۷۵ و ۱۹۷۷ (به ترتیب) در دادگاه قانون اساسی فدرال آلمان و دفترهای انجمن پزشکان آلمان در اعتراض به حمایت از قانون ضد سقط جنین انجام داده بود. در سال ۱۹۷۸، روته زورا آتش‌سوزی‌ای در فروشگاه‌های سکس در کلن انجام داد. در سال ۱۹۸۱، اتومبیل یک وکیل را در کلن به آتش کشیدند و بلیت‌های جعلی حمل و نقل عمومی محلی را در منطقه روهر توزیع کردند. در سال ۱۹۸۳، روته زورا چهار بمب‌گذاری علیه یک آژانس استخدام برای خارجیان، حمله بمبی به سفارت فیلیپین در بن، حملات بمب‌گذاری علیه زیمنس در براونشویگ و ویتن، حمله به شرکت نیکسدورف در هانوفر و مرکز داده انجمن انجام دادند. در سال ۱۹۸۴، آنها به دو شرکت در یکی از شهرهای آلمان که متهم به استفاده از کار اجباری زندانیان برای سود شخصی بودند، حمله آتش‌افروزانه کردند. در سال ۱۹۸۵ به مؤسسه ماکس پلانک، مؤسسه پزشکی دانشگاه هایدلبرگ و مؤسسه ژنتیک دانشگاه کلن حمله کردند.

### انشعاب
در سال ۱۹۸۶، روته زورا از سلول‌های انقلابی جدا شد، زیرا از روشهای خشونت‌آمیز پرهیز می‌کردند. اگرچه هنوز هم‌پوشانی قابل توجهی در فعالیت‌های این دو سازمان وجود داشت اما روته زورا سازمان جداگانه‌ای را ایجاد کرد که هدف آن خشونت بیشتر بود. اولین حمله آنها به عنوان یک سازمان مستقل، آتش‌سوزی علیه مؤسسه ژنتیک انسانی بود. در طی این این عملیات اسناد حساسی نیز از این مؤسسه به سرقت رفت و منتشر شد. در همان سال آنها یک حمله بمب‌گذاری به انجمن تحقیقات بیوتکنولوژیکی در براونشویگ انجام دادند. در سال ۱۹۸۷، روته زورا ده مورد آتش‌سوزی علیه فروشگاه‌های زنجیره‌ای پوشاک آلدر در هایباخ، و شعبه‌هایی در هالستنبک، برمن، اولدنبورگ، ایسرنهاگن، کاسل، هولزویکد، نیوس، فرانکفورت و آخن انجام دادند. در سال ۱۹۸۸، آنها یک بمب‌گذاری دیگری را در مؤسسه بیولوژیکی دانشگاه فنی برلین انجام دادند. در سال ۱۹۹۴، آنها یک شرکت را که به مواد غذایی پناهندگان دستبرد زده بود حمله کردند و شعبه‌های آنرا در شهرهای مختلف به آتش کشیدند.
روته زورا آخرین حمله شناخته شدهٔ خود را در ۱۹۹۵ در کارخانه کشتی‌سازی لورسن انجام دادند. این شرکت آلمانی موظف شده بود تا چند دستگاه ناو جنگی به دولت ترکیه تحویل دهد به همین دلیل روته زورا به بهانهٔ حمایت از رژیم ترکیه در طول جنگ با کردها این شرکت را مورد حمله قرار دادند و بمب‌گذاری کردند.

## نابودی
پس از بمب‌گذاری در شرکت کارخانه کشتی‌سازی، این سازمان با اینکه هیچ فعالیتی نداشت اما هرگز رسماً منحل نشده بود. این گروه در اوایل دهه ۱۹۹۰، پس از فروپاشی اتحاد جماهیر شوروی و کاهش کلی فعالیت‌های شبه نظامیان چپ افراطی، دستخوش تجزیه‌های فراوانی شد، زیرا برخی از اعضا می‌خواستند مبارزه مسلحانه را کنار بگذارند. این در حالی بود که برخی دیگر مایل به ادامه مبارزه مسلحانه و تروریسم بودند. فعالان روته زورا چریک‌های پاره‌وقت بودند و به عنوان «تروریست‌های پس از کار» شناخته می‌شدند زیرا اکثر آنها بخشی از طبقات متوسط بودند و درگیر مشاغل خود بودند و مجبور می‌شدند تا حملات خود را در وقت آزاد انجام دهند.

در آوریل ۲۰۰۷، آدرین گرشاهوزر، عضو سابق روت زورا، به دلیل تلاش برای بمب‌گذاری در انستیتوی فنی ژنتیک برلین در سال ۱۹۸۶ و یک کارخانه تولید پوشاک در بایرن در سال ۱۹۸۷ محاکمه شد و به دلیل گذشت زمان، به حبس تعلیقی دو ساله محکوم شد. مقامات اظهار کرده بودند که او خود را به پلیس معرفی کرده بود.